# DepTel 243
DEPTEL 243, auch bekannt als Telegram 243, oder am häufigsten Cable 243, war ein Drahterlass, welchen das Außenministerium der Vereinigten Staaten am 24. August 1963 an Henry Cabot Lodge junior US-Botschafter in der Botschaft der Vereinigten Staaten in Saigon gesandt hatte.

## Anlass und Folgen
Der Drahterlass kam nach den Mitternachtsangriffen des Regimes von Ngô Đình Diệm am 21. August gegen buddhistische Pagoden im ganz Südvietnam, bei denen Hunderte getötet wurden. Die Razzien wurden von Diems Bruder Ngô Đình Nhu inszeniert und führten zu einer Änderung der US-Politik. Der Drahterlass erklärte, dass die Regierung in Washington Nhu nicht länger tolerieren würde, und befahl Lodge, Diem zu zwingen, seinen Bruder zu entfernen. Es sagte, dass, wenn Diem ablehne, die Amerikaner die Möglichkeit alternativer Führung in Südvietnam ausloten würden. Der Drahterlass ermächtigte Lodge, den Offizieren der Armee der Republik Vietnam (ARVN) grünes Licht zu geben, um einen Putsch gegen Diem zu starten, wenn er Nhu nicht freiwillig von der Macht abzieht. Der Drahterlass markierte einen Wendepunkt in den US-Diem-Beziehungen und wurde in den Pentagon-Papieren als "kontrovers" beschrieben. John W. Newman bezeichnete ihn als den umstrittensten Drahterlass des Vietnamkrieges.
Der Drahterlass wies auch auf zwei Lager im Kabinett Kennedy hin, wobei sich Anti-Diem-Beamte im Außenministerium gegen Generäle und Beamte des US-Verteidigungsministeriums durchsetzten, die optimistisch blieben, dass der Vietnamkrieg unter Diem gut vorangeht. Dies wurde durch die Art und Weise unterstrichen, wie der Drahterlass vorbereitet wurde, bevor er Lodge zuging.

## Exzerpt
In den ersten Absätzen des Drahterlasses heißt es:
Es ist nun klar, dass Nhu, ob das Militär ein Kriegsrecht vorschlug oder ob er sie dazu verführte, seine Position ausnutzte, Pagoden mit der Polizei und Tung's Special Forces, die ihm treu waren, zu zerschmettern und so das Militär in den Augen der Vietnamesen und der Welt verantwortlich erscheinen zu lassen. Auch klar, dass sich Nhu in die kommandierende Position manövriert hat.
Die US-Regierung kann eine Situation nicht tolerieren, in der die Macht in Nhus Händen liegt. Diem muss die Chance gegeben werden, sich von Nhu und seiner Gemeinschaft zu befreien und durch die besten verfügbaren militärischen und politischen Persönlichkeiten zu ersetzen.
Wenn Diem trotz all Ihrer Bemühungen verstockt bleibt und sich weigert, müssen wir uns der Möglichkeit stellen, dass Diem selbst nicht bewahrt werden kann.
Der Drahterlass wies daraufhin Lodge an, Diem mitzuteilen, dass die USA die Razzien nicht akzeptieren könnten, und forderte wirksame Maßnahmen zur Bewältigung der Buddhistenkrise.
Lodge wurde aufgefordert, den südvietnamesischen Militärs folgendes zu sagen:
Die USA würden es nicht für möglich halten, die Regierung von Südvietnam weiterhin militärisch und wirtschaftlich zu unterstützen, es sei denn, die oben genannten Schritte werden sofort unternommen, und wir erkennen an, dass die Nhus aus der Machtszenerie entfernt werden müssen. Wir möchten Diem eine vernünftige Gelegenheit geben, [das Ehepaar] Nhu zu entfernen, aber wenn er hartnäckig bleibt, sind wir bereit, die offensichtlichen Annahmen zu akzeptieren, dass wir Diem nicht mehr unterstützen können. Sie können auch [den] geeigneten Militärkommandanten sagen, dass wir sie in jeder Zwischenzeit des Zusammenbruchs [des] Zentralregierungsmechanismus direkt unterstützen werden.
Der Drahterlass informierte Lodge außerdem über die Notwendigkeit, den ARVN von der Verantwortung für die Pagodenangriffe zu befreien. Es bat Lodge, eine Sendung der Voice of America zu genehmigen, die die Verantwortung für Nhu übernahm. Lodge wurde ferner gebeten, eine alternative Führung zu suchen, um Diem zu ersetzen.

## Autoren
- Roger Hilsman (23. November 1919 – 23. Februar 2014), Assistant Secretary of State for Far Eastern Affairs.
- Mitarbeiter: W. Averell Harriman Under Secretary of State for Political Affairs und Michael Forrestal (26. November 1927 – 11. November 1989), National Security Council expert on Vietnam.

## Trivia
Das Telegramm wurde am Samstag, dem 24. August 1963, verfasst, als Präsident John F. Kennedy, Außenminister Dean Rusk, Verteidigungsminister Robert S. McNamara und CIA-Direktor John McCone alle außerhalb der Stadt waren.